# United Democratic Front of Namibia
Die United Democratic Front of Namibia (UDF) ist eine progressive politische Partei in Namibia. Sie gilt als eine ethnische Partei der Damara. Ihre Wähler kommen traditionell vor allem aus den Regionen Kunene und Erongo.
Die UDF ist, neben dem Popular Democratic Movement (PDM) und der SWAPO, die einzige Partei die seit Unabhängigkeit Namibias 1990 in der Nationalversammlung durchgängig vertreten ist.

## Geschichte
Die Partei wurde dem 25. Februar 1989 aus acht kleineren Parteien in einer dauerhaften Koalition gegründet. Das wichtigste Gründungsmitglied war der Damararat unter Justus ǁGaroëbKlicklaut:
- Caprivi African National Union (CANU) von George Mutwa
- Caprivi Alliance Party (CAP) von Gabriel Siseho
- Labour Party (LP) von Reggie Diergaardt
- Namibia National Independence Party (NNIP) von Rudolf Ngondo
- Original People’s Party (OPP) von Theophelus Soroseb
- Patriotic Union Movement (PUM)
- Workers Revolutionary Party (WRP) von Werner Mamugwe

## Wahlergebnisse

### Parlament
| Parlamentswahl | Stimmenanteile | Sitze |
| -------------- | -------------- | ----- |
| 2024           | 1,54 % ▼       | 2/96  |
| 2019           | 1,79 % ▼       | 2/96  |
| 2014           | 2,12 % ▼       | 2/96  |
| 2009           | 2,40 % ▼       | 2/72  |
| 2004           | 3,10 % ▲       | 3/72  |
| 1999           | 2,90 % ▲       | 2/72  |
| 1994           | 2,68 % ▼       | 2/72  |
| 1989           | 5,65 %         | 4/72  |

### Präsident
| Präsidentschaftswahl | Kandidat        | Stimmen | Stimmenanteil |
| -------------------- | --------------- | ------- | ------------- |
| 2024                 | Hendrik Gaobaeb | 12.604  | 1,13 %        |
| 2019                 | Apius ǃAuchab   | 22.115  | 2,70 %        |
| 2009                 | Justus ǁGaroëb  | 19.258  | 2,37 %        |
| 2004                 | Justus ǁGaroëb  | 31.354  | 3,83 %        |
| 1999                 | Justus ǁGaroëb  | 15.635  | 2,90 %        |

### Regionen
| Regionalwahl | Sitze | Regionen |
| ------------ | ----- | -------- |
| 2020         | 4/121 | 0/14     |
| 2015         | 1/121 | 0/14     |
| 2010         | 3/107 | 1/13     |
| 2004         | 5/107 | 1/13     |
| 1998         | 4/102 |          |
| 1992         | 3/95  |          |

### Kommunen
| Kommunalwahl | Sitze  |
| ------------ | ------ |
| 2020         | 12/345 |
| 2015         | 22/374 |
| 2010         | 23/330 |
| 2004         | 26/288 |
| 1998         | 23/322 |
| 1992         | 23/338 |